# Barleria bremekampii
Barleria bremekampii är en akantusväxtart som beskrevs av Anna Amelia Obermeyer. Barleria bremekampii ingår i släktet Barleria och familjen akantusväxter. Inga underarter finns listade i Catalogue of Life.